# Liste des musées automobile
Liste des principaux musées et expositions d'automobiles dans le monde.

## Amérique

### États-Unis

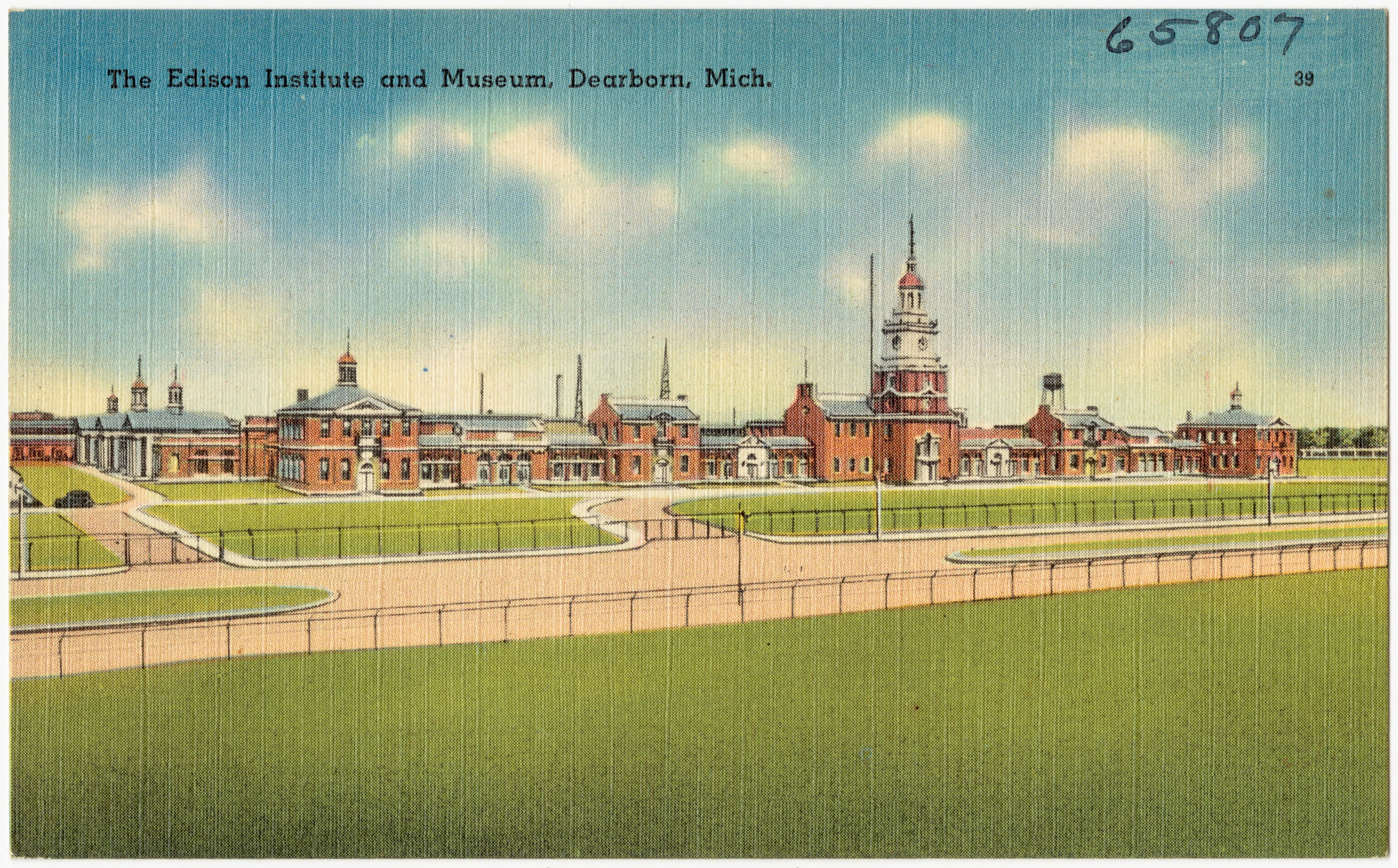
The Henry Ford, de Détroit (Michigan).

- Collection Peter Mullin (Californie)
- The Henry Ford, de Détroit (Michigan)
- Lane Motor Museum, de Nashville (Tennessee)
- Automotive Hall of Fame, de Dearborn (Michigan)
- Musée national de l'automobile de Reno (Nevada)
- National Corvette Museum, de Bowling Green (Kentucky)
- Petersen Automotive Museum, de Los Angeles (Californie)
- Auburn Cord Duesenberg Automobile Museum, d'Auburn (Indiana)
- GM Heritage Center, de Sterling Heights (banlieue de Détroit, Michigan)
- Musée de l'automobile de Blackhawk, près de San Francisco (Californie)
- Collection automobile de Ralph Lauren (État de New York) (musée privé)
- Walter P. Chrysler Museum, d'Auburn Hills (Michigan) ancien musée ouvert de 1999 à 2012.

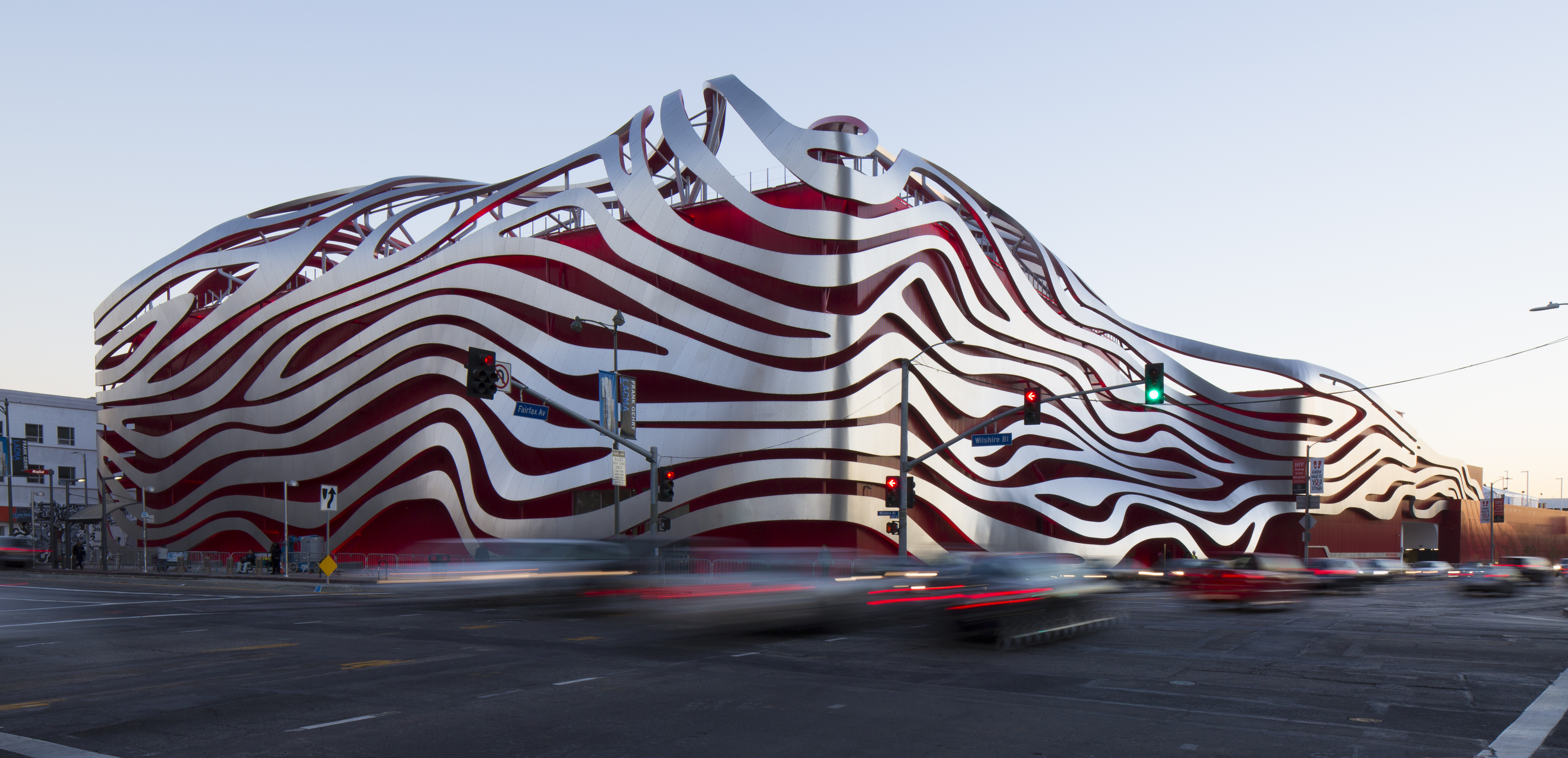
Petersen Automotive Museum, de Los Angeles
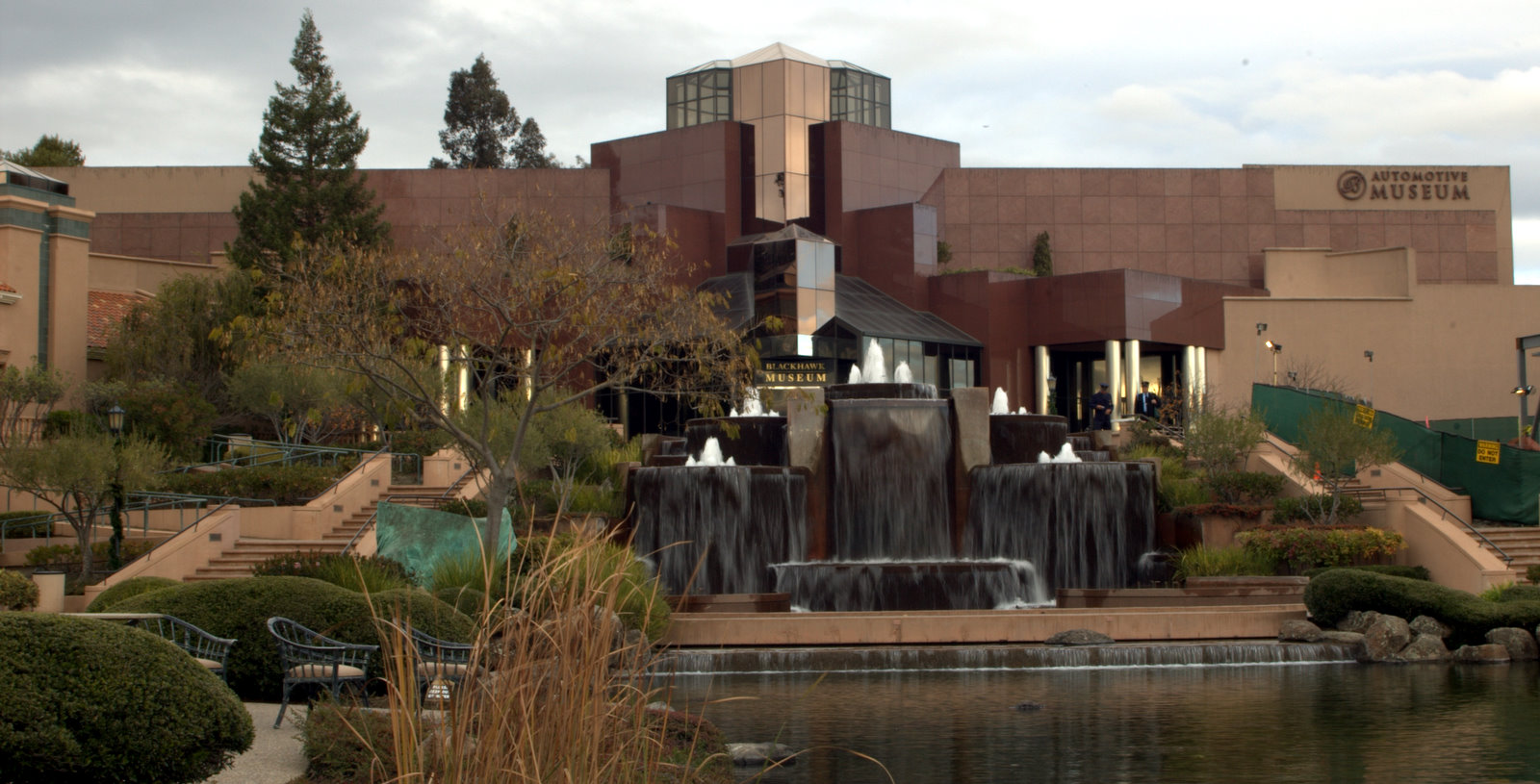
Musée de l'automobile de Blackhawk
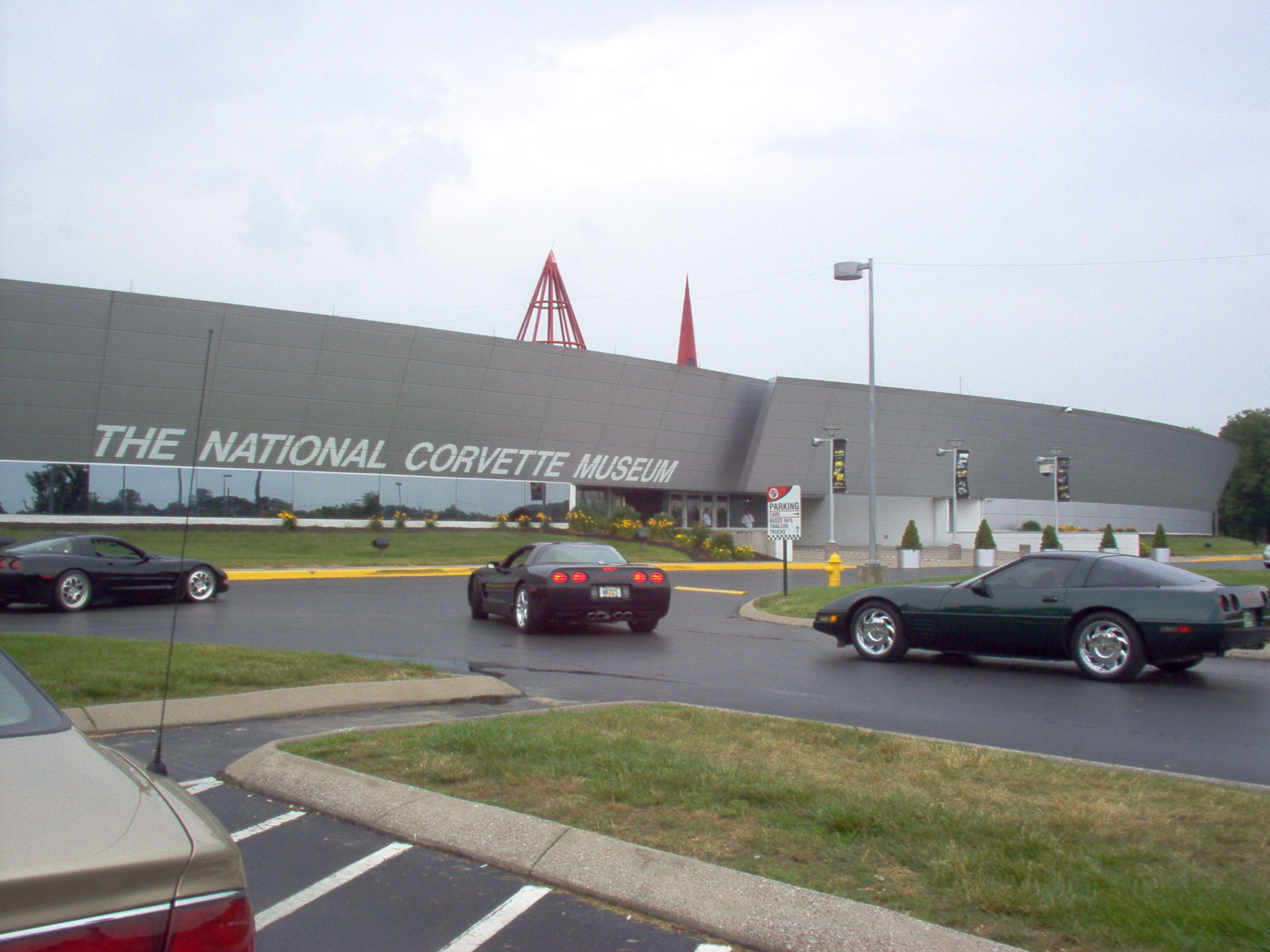
National Corvette Museum, de Bowling Green

- General Motors Motorama, de New York (ancien salon)

### Canada
- Musée de l'auto ancienne de Richmond (Québec)

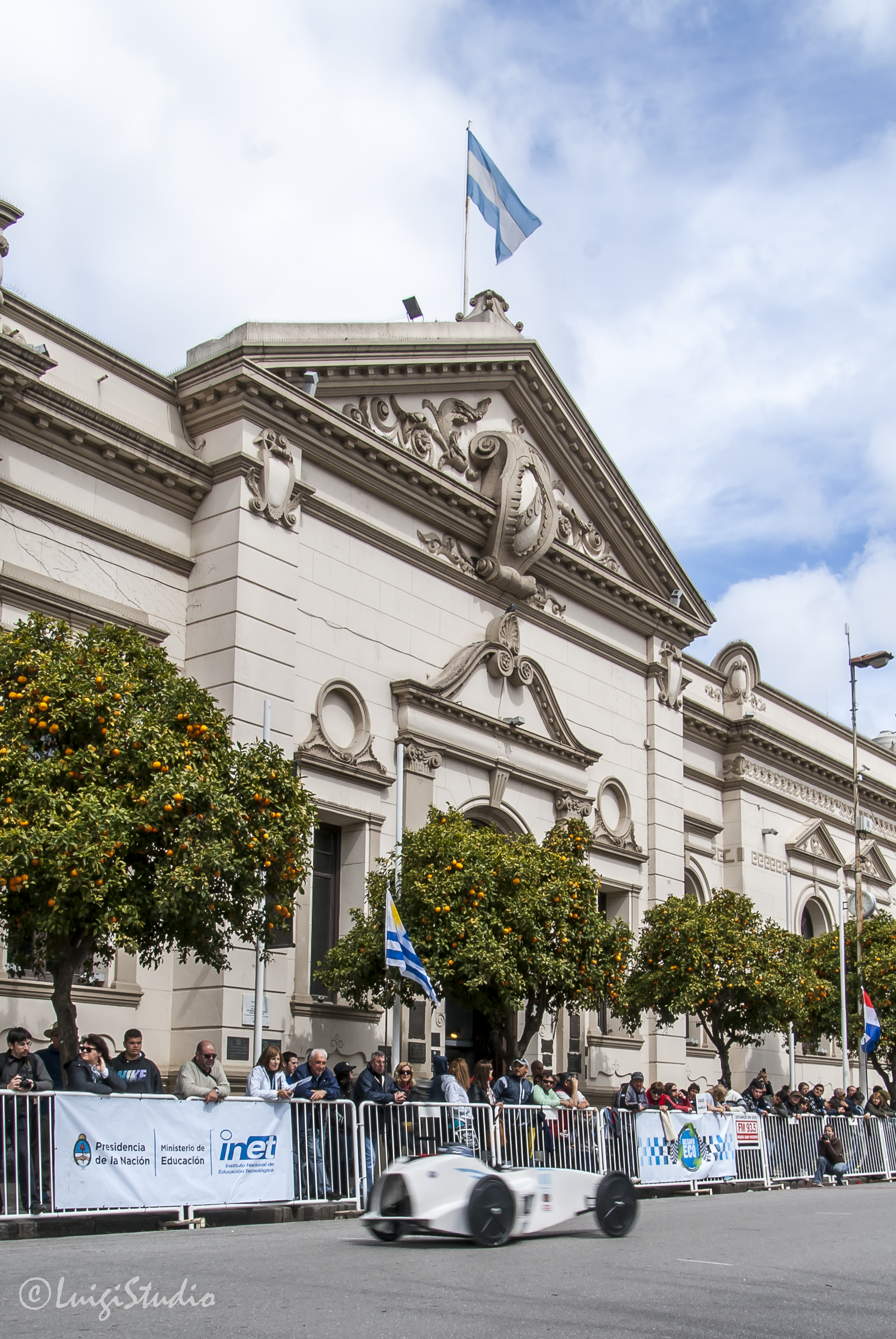
Musée Juan Manuel Fangio de Balcarce

### Argentine
- Musée Juan Manuel Fangio (en) de Balcarce (province de Buenos Aires)

## Asie

### Japon
- Honda Collection Hall à Motegi
- Nissan Engine Museum à Yokohama
- Mazda Museum à Hiroshima
- Toyota Automobile Museum à Nagakute
- Toyota Commemorative Museum of Industry and Technology à Nagoya

### Moyen-Orient
- SBH Royal Auto Gallery, d'Abou Dabi (Émirats arabes unis) (musée privé)

## Europe

### Grande-Bretagne
- London Motor Museum
- British Motor Museum
- Coventry Transport Museum
- Musée automobile de Beaulieu

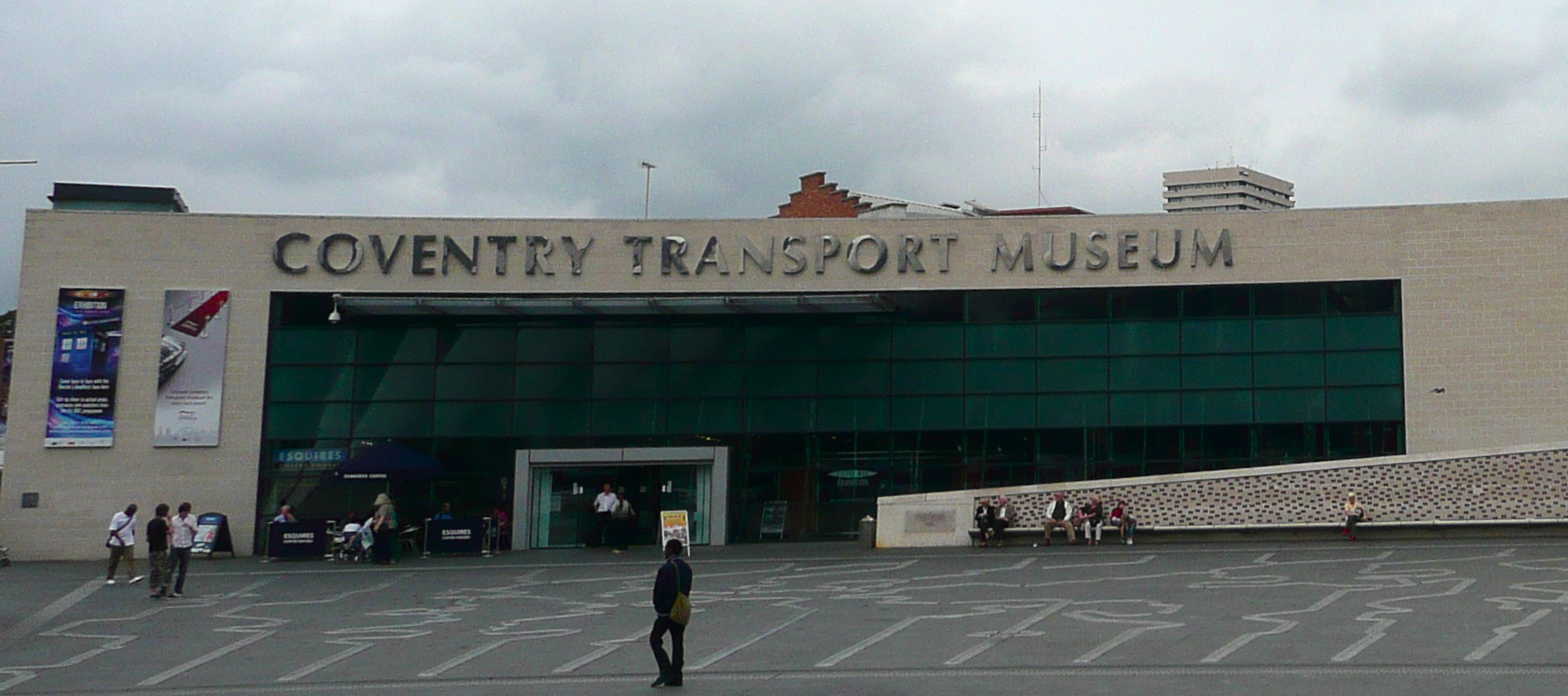
Coventry Transport Museum

- Haynes International Motor Museum de Sparkford
- Bentley Wildfowl and Motor Museum (en)
- Musée Aston Martin Heritage Trust (en)

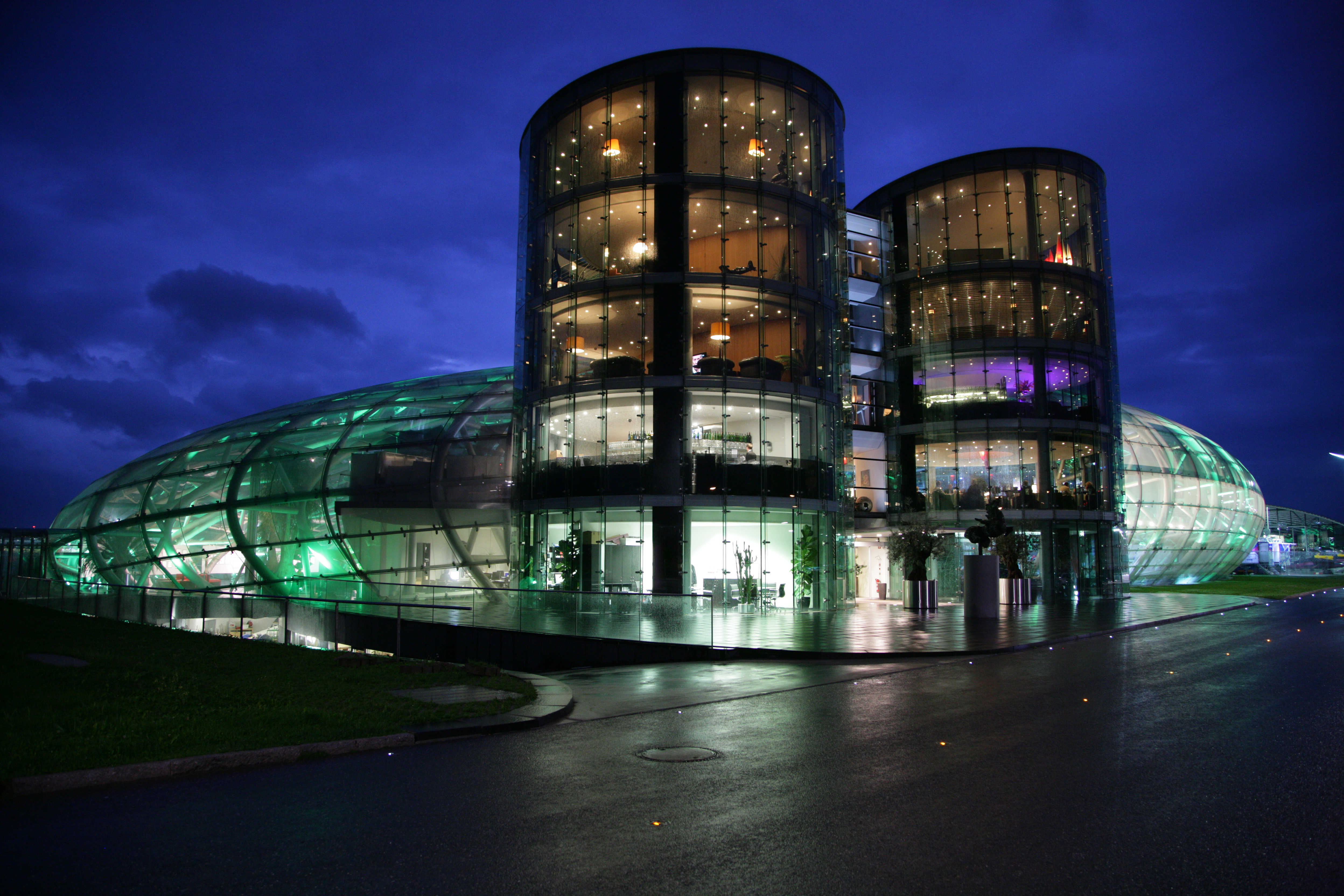
Hangar-7 de l'aéroport de Salzbourg-W.-A.-Mozart

- Riverside Museum (Écosse)

### Autriche
- Musée Rolls-Royce de Vorarlberg
- Hangar-7 de l'aéroport de Salzbourg-W.-A.-Mozart

### Allemagne

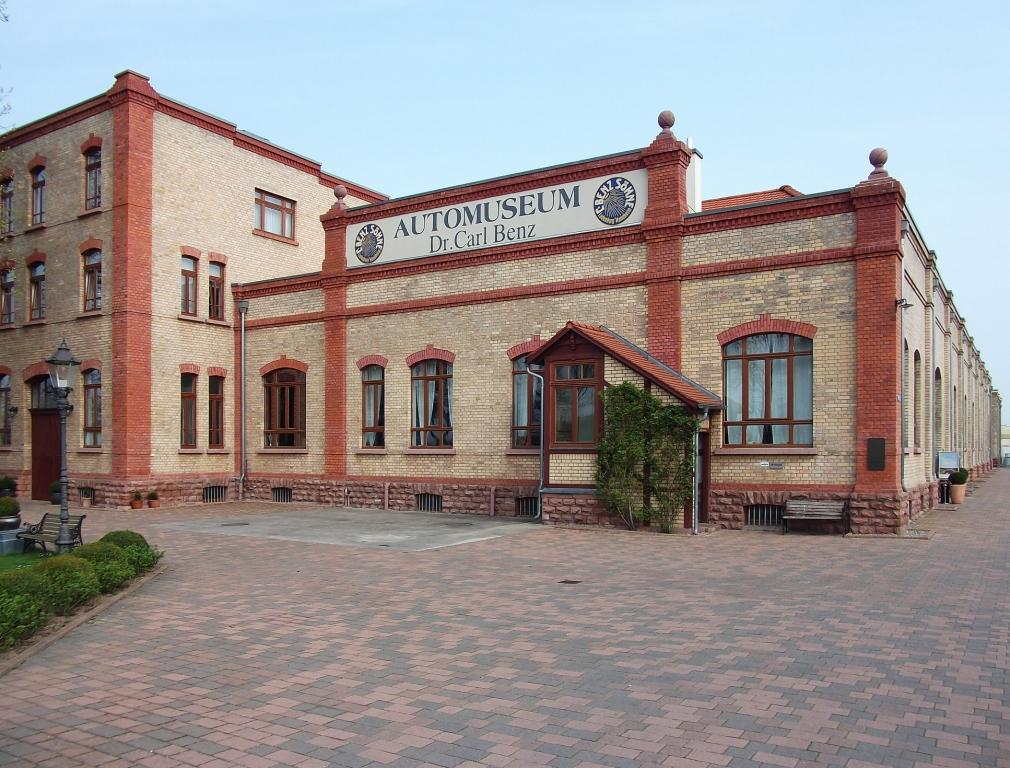
Musée de l'automobile Dr Carl Benz

- Musée allemand des techniques de Berlin
- Deutsches Museum de Munich
- Musée BMW de Munich
- Musée Daimler de Stuttgart
- Musée de l'automobile Dr Carl Benz
- Musée Mercedes-Benz de Stuttgart
- Porsche Museum de Stuttgart

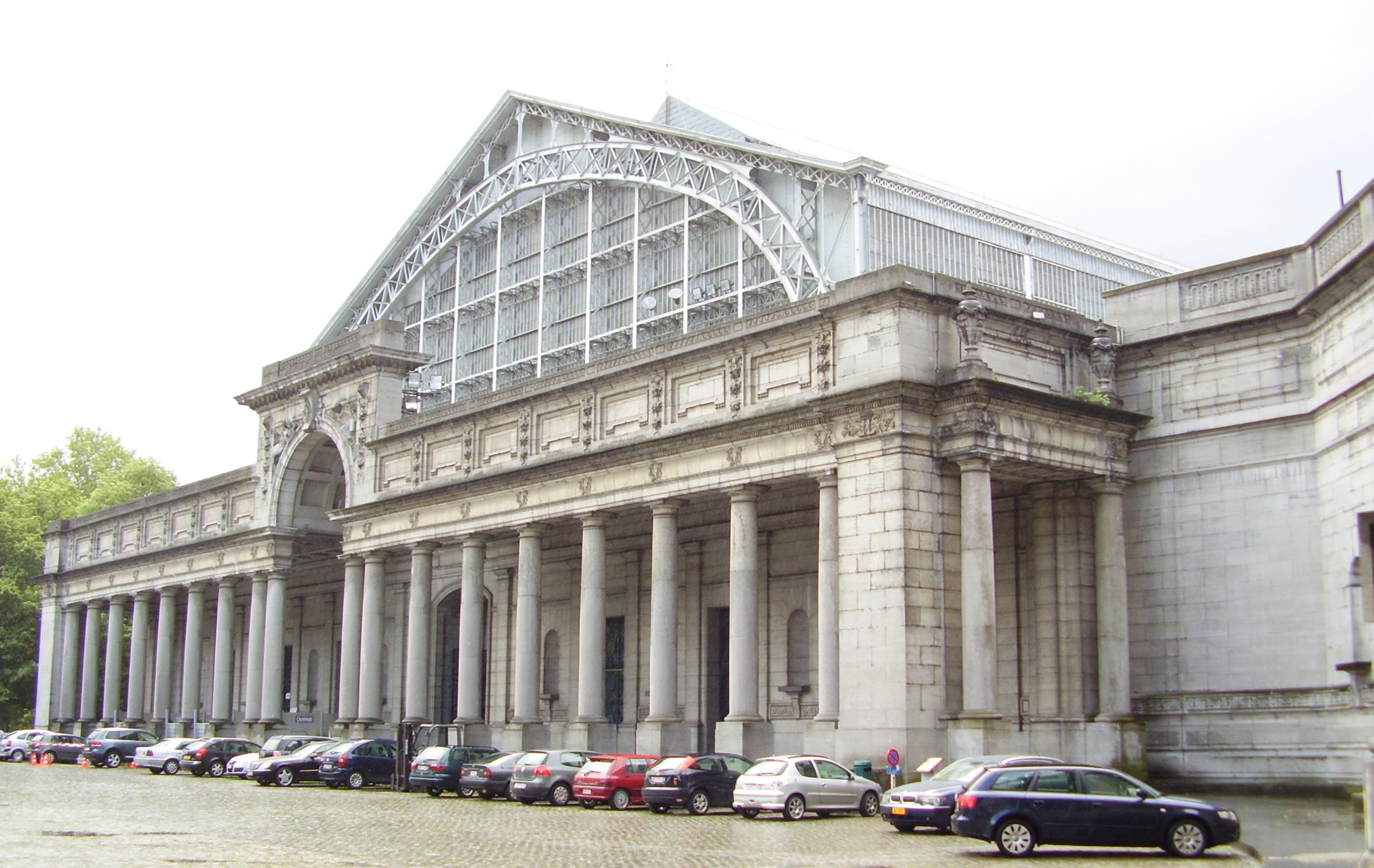
Autoworld de Bruxelles

- Audi Museum mobile d'Ingolstadt
- Musée automobile et technologique de Sinsheim
- Museum Autovision à Altlußheim
- Autostadt Volkswagen de Wolfsburg
- Volante Museum de Kirchzarten
- Centre des Transports du Deutsches Museum de Munich

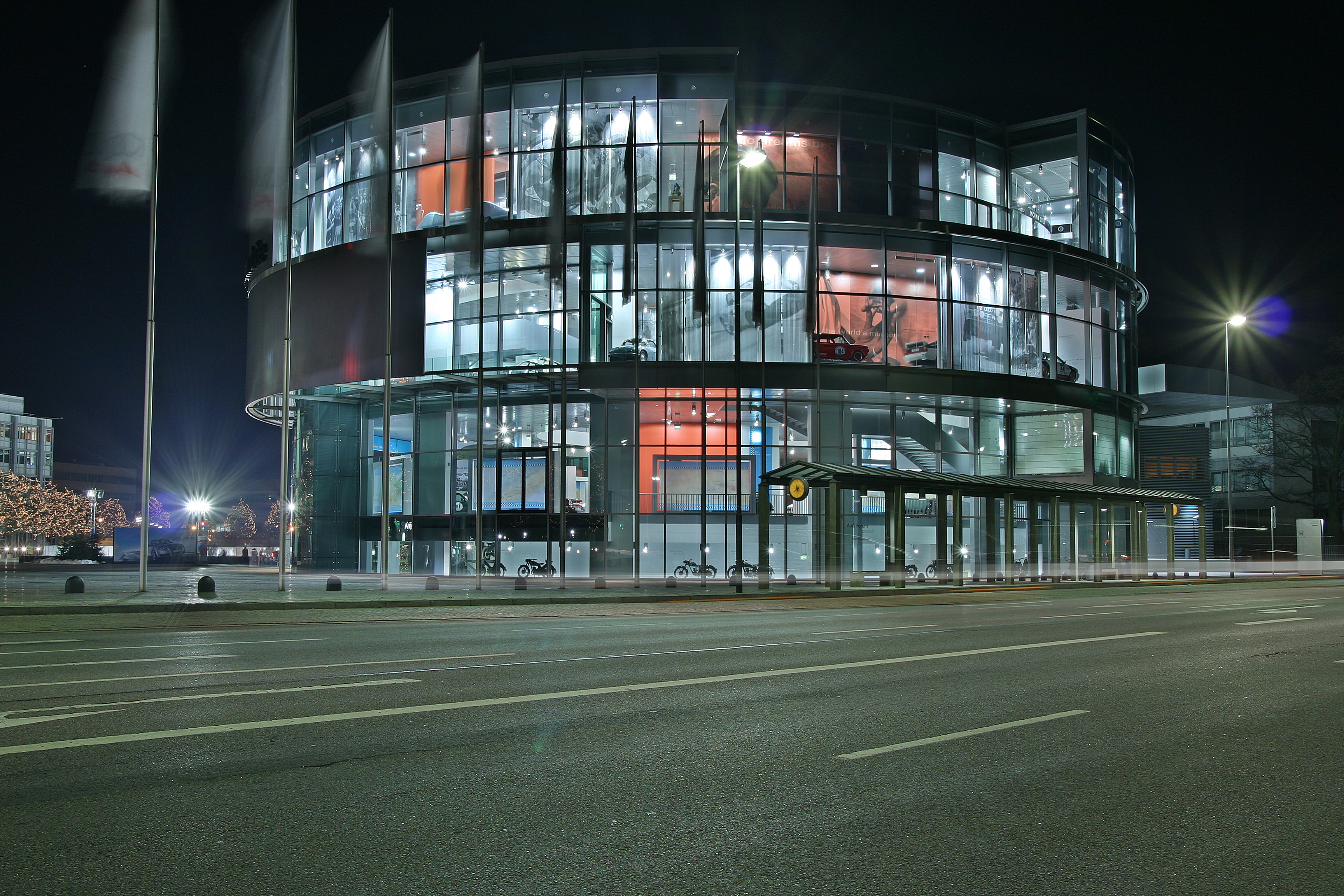
Audi Museum mobile d'Ingolstadt
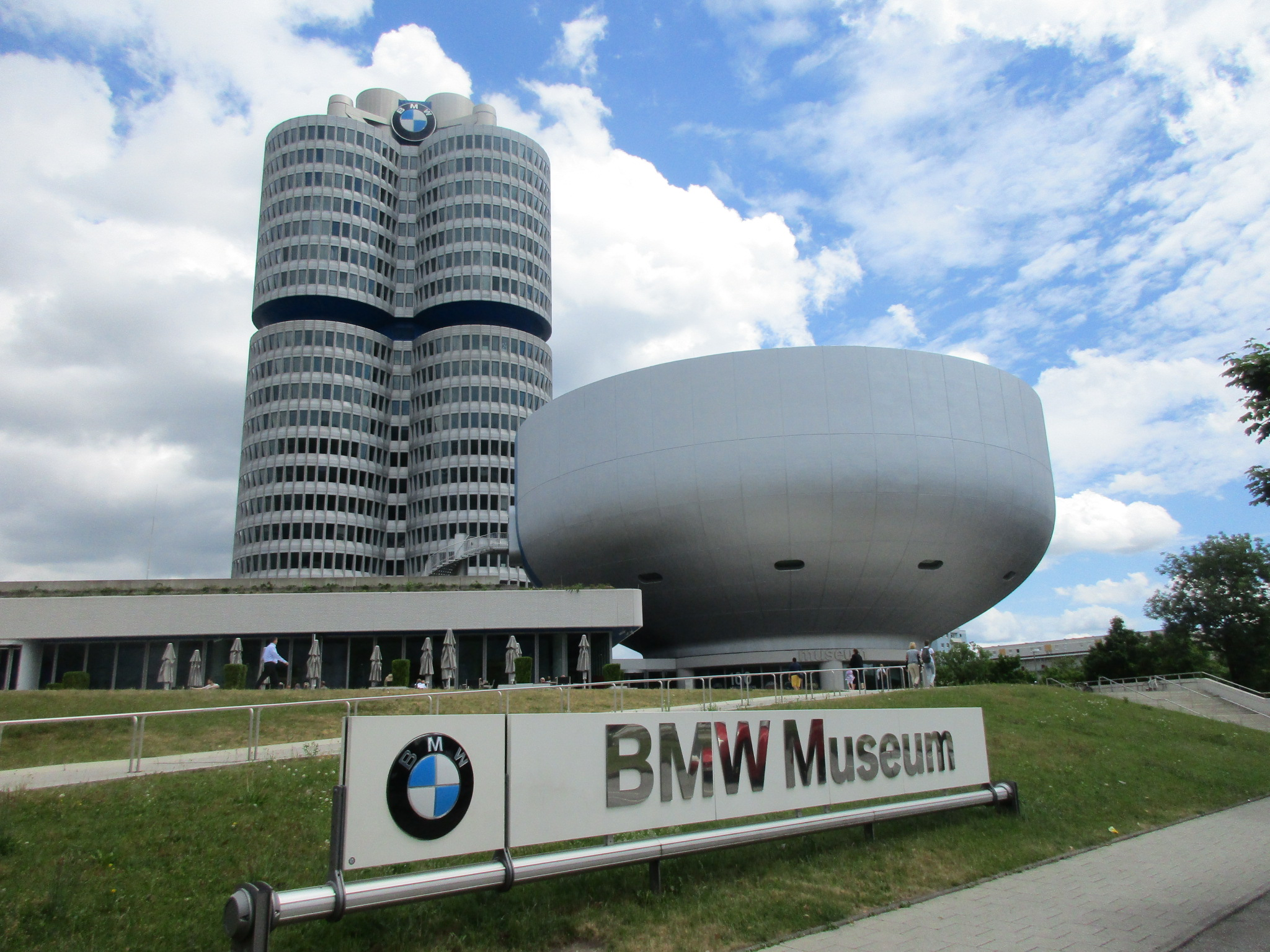
Musée BMW de Munich
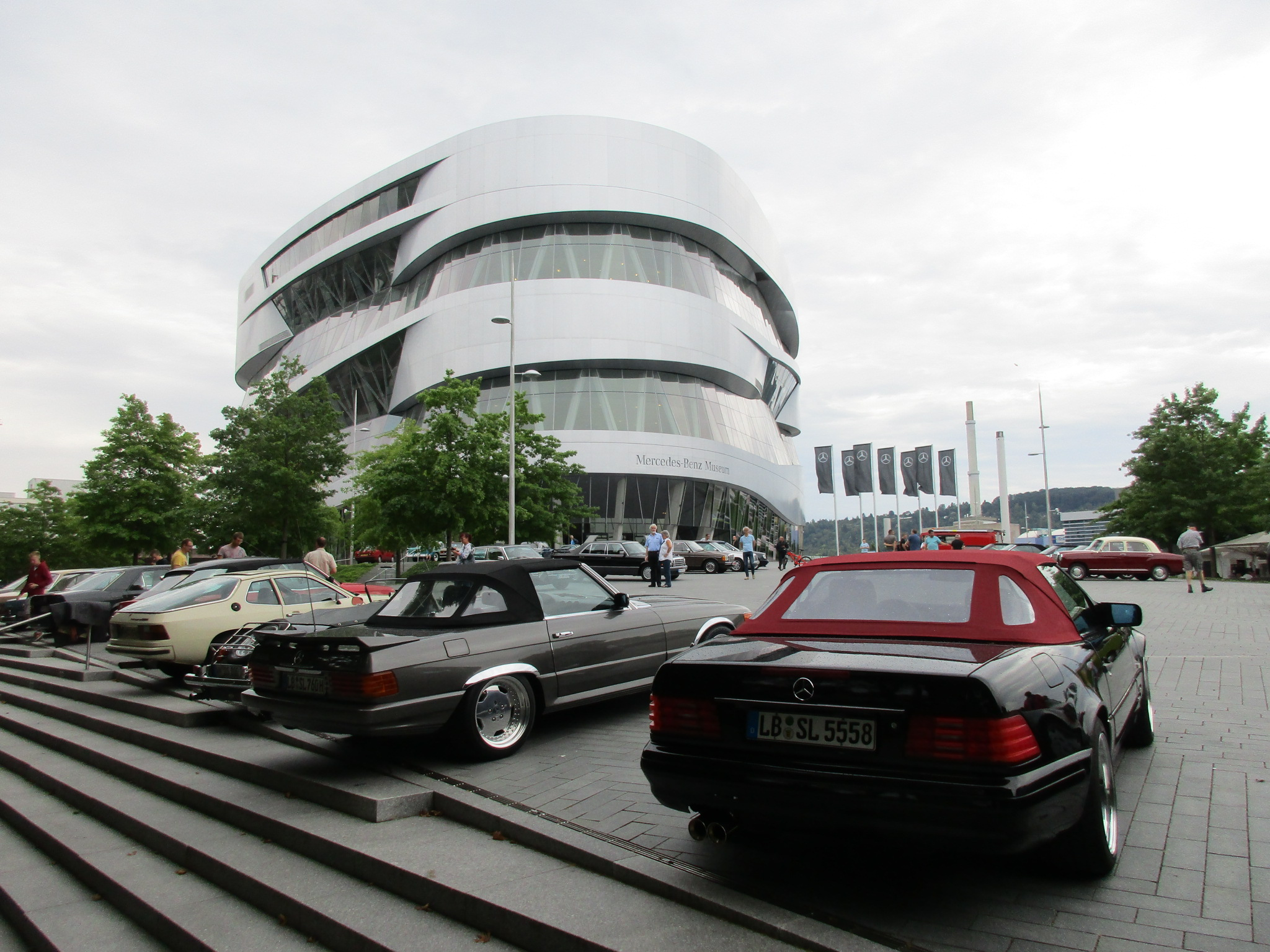
Musée Mercedes-Benz de Stuttgart
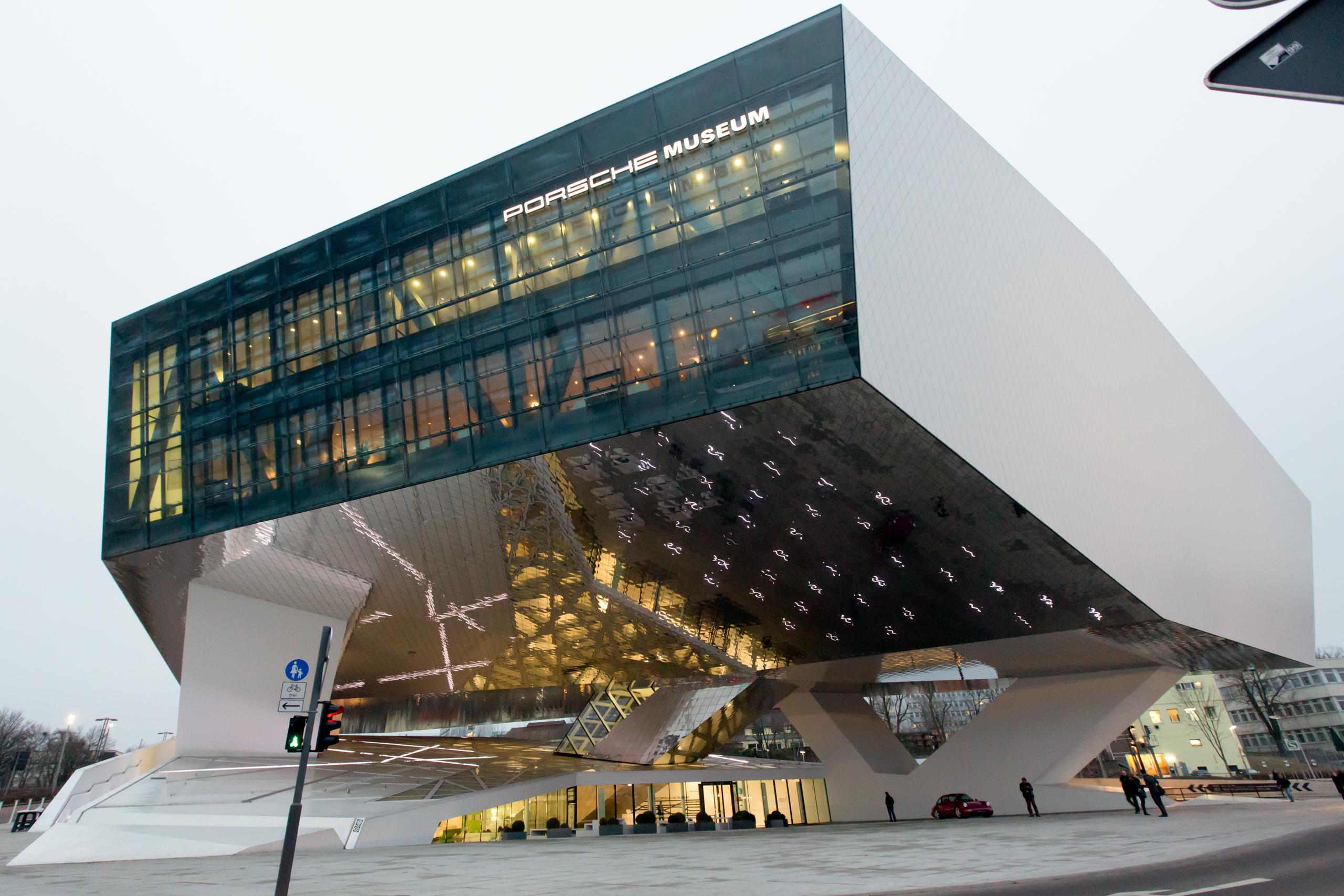
Porsche Museum de Stuttgart

### Belgique
- Autoworld de Bruxelles
- Mahymobiles de Leuze-en-Hainaut

### France

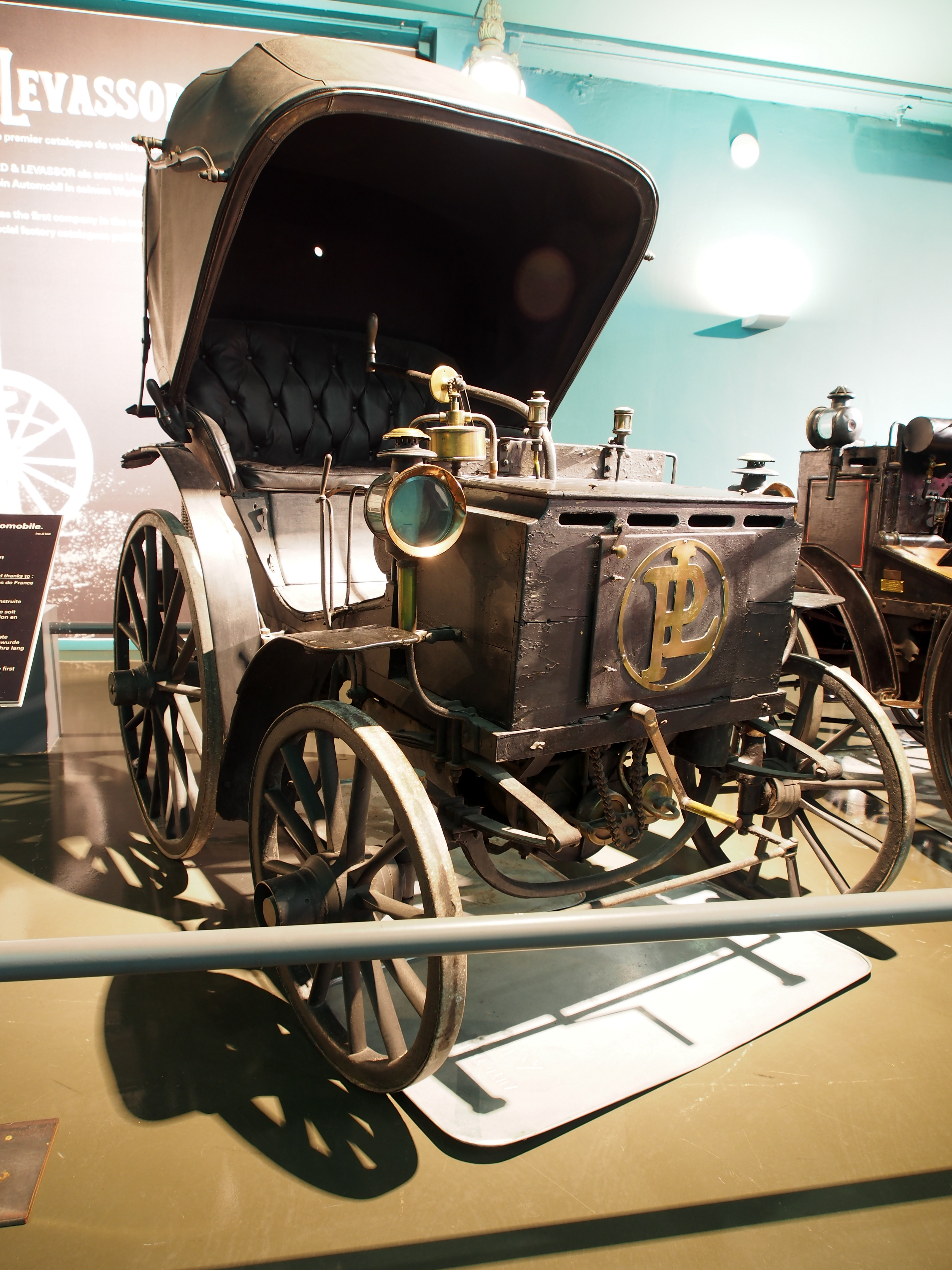
Panhard & Levassor Type A no 77 de 1891, reconnue à ce jour comme « plus ancien véhicule automobile à essence du monde encore en circulation » classée aux monuments historiques avec 430 véhicules de la collection Schlumpf en 2011, première voiture à essence fabriquée en série (musée national de l'Automobile de Mulhouse)

- Musée de l'automobile Henri-Malartre à Rochetaillée-sur-Saône
- Musée national de l'Automobile-Collection Schlumpf de Mulhouse
- Musée de l'Aventure Peugeot de Sochaux
- Auto Sport Museum de Châtillon-Coligny
- Conservatoire Citroën d'Aulnay-sous-Bois
- Musée automobile La Virée d'Antan de Brassac-les-Mines
- Musée de l'automobile de Bellenaves (Allier)
- Espace Automobiles Matra de Romorantin-Lanthenay
- Musée automobile de Ciré d'Aunis en Charente-Maritime
- Musée automobile de Vendée de Talmont-Saint-Hilaire
- Musée des 24 Heures du Mans
- Musée national de la Voiture de Compiègne
- Château de Savigny-lès-Beaune de Beaune
- Ancien Musée Renault-Renault Classic de Boulogne-Billancourt
- Manoir de l'automobile de Lohéac
- Musée Automobile Reims-Champagne
- Musée automobile de Lorraine, près de Nancy
- Musée de l'automobile de Valençay
- Musée de Châtellerault
- Musée Maurice-Dufresne de Marnay - Azay-le-Rideau
- Musée Porsche de l'Auberge Ostapé de Bidarray

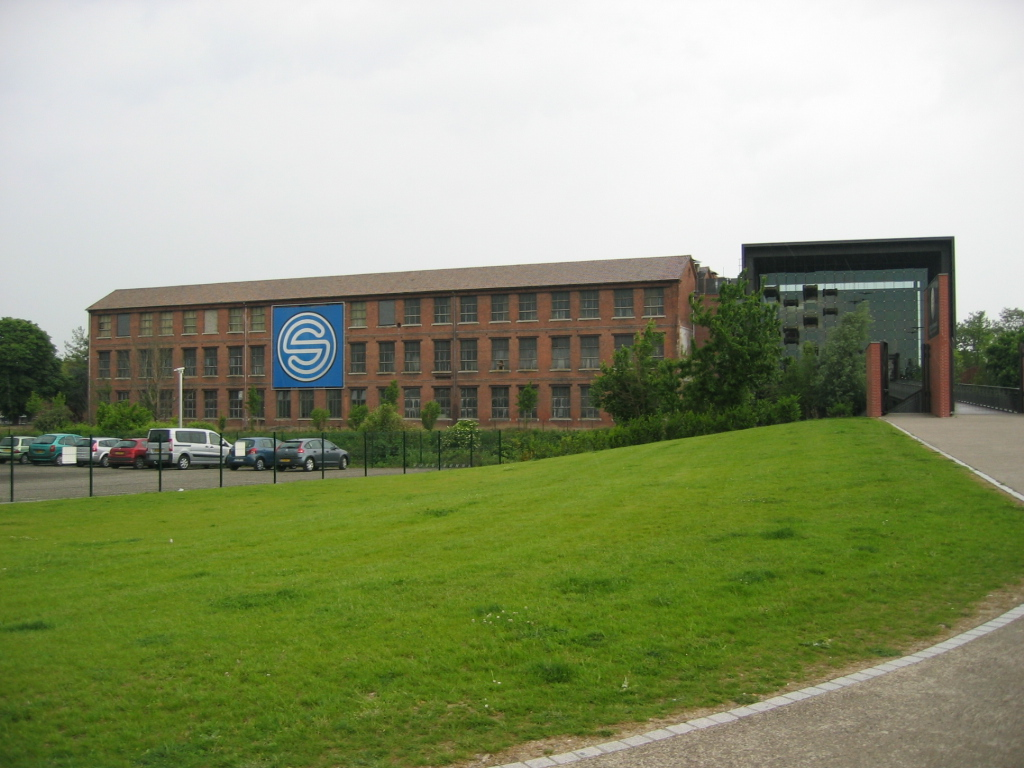
Musée national de l'Automobile de Mulhouse
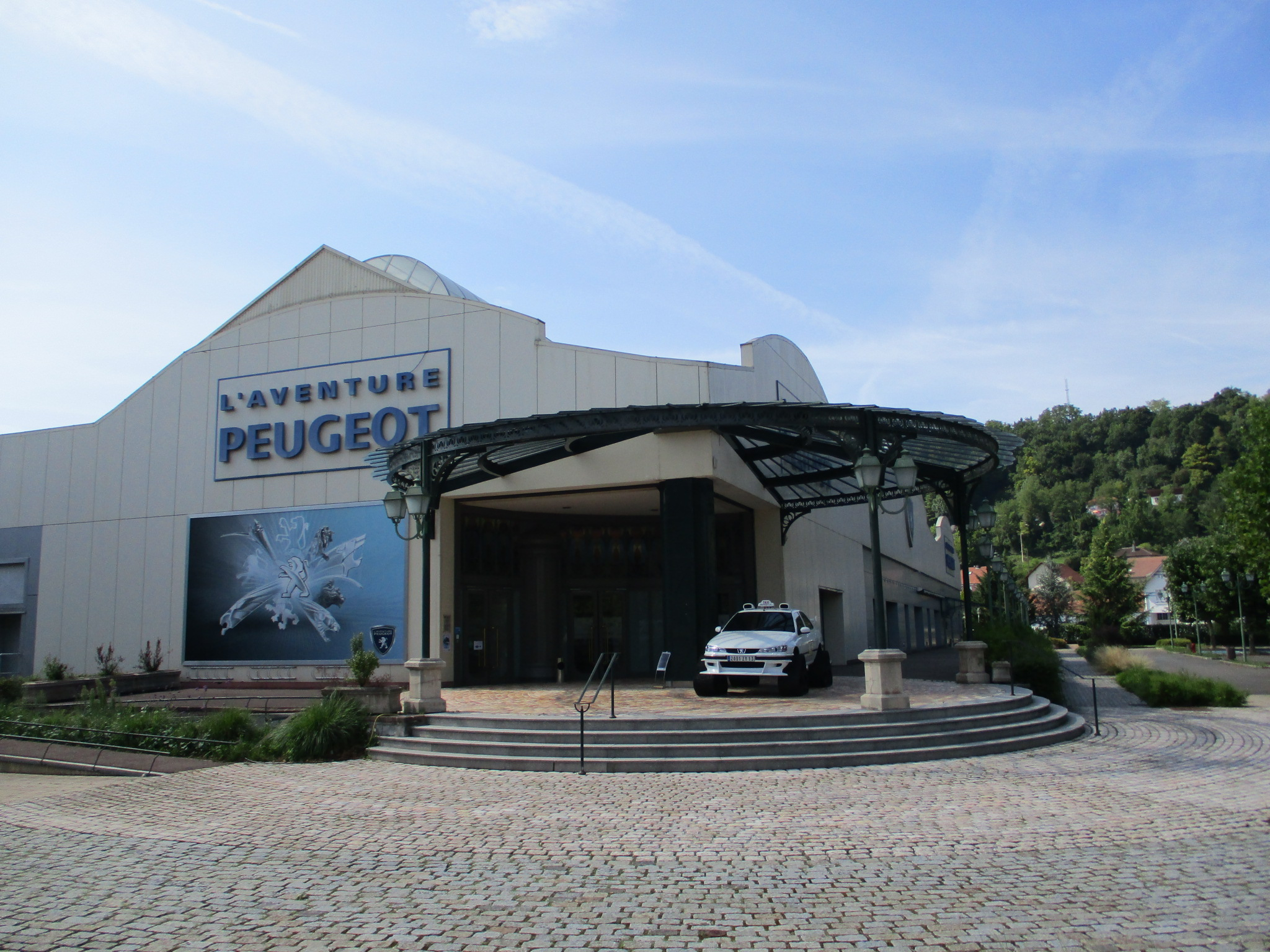
Musée de l'Aventure Peugeot de Sochaux
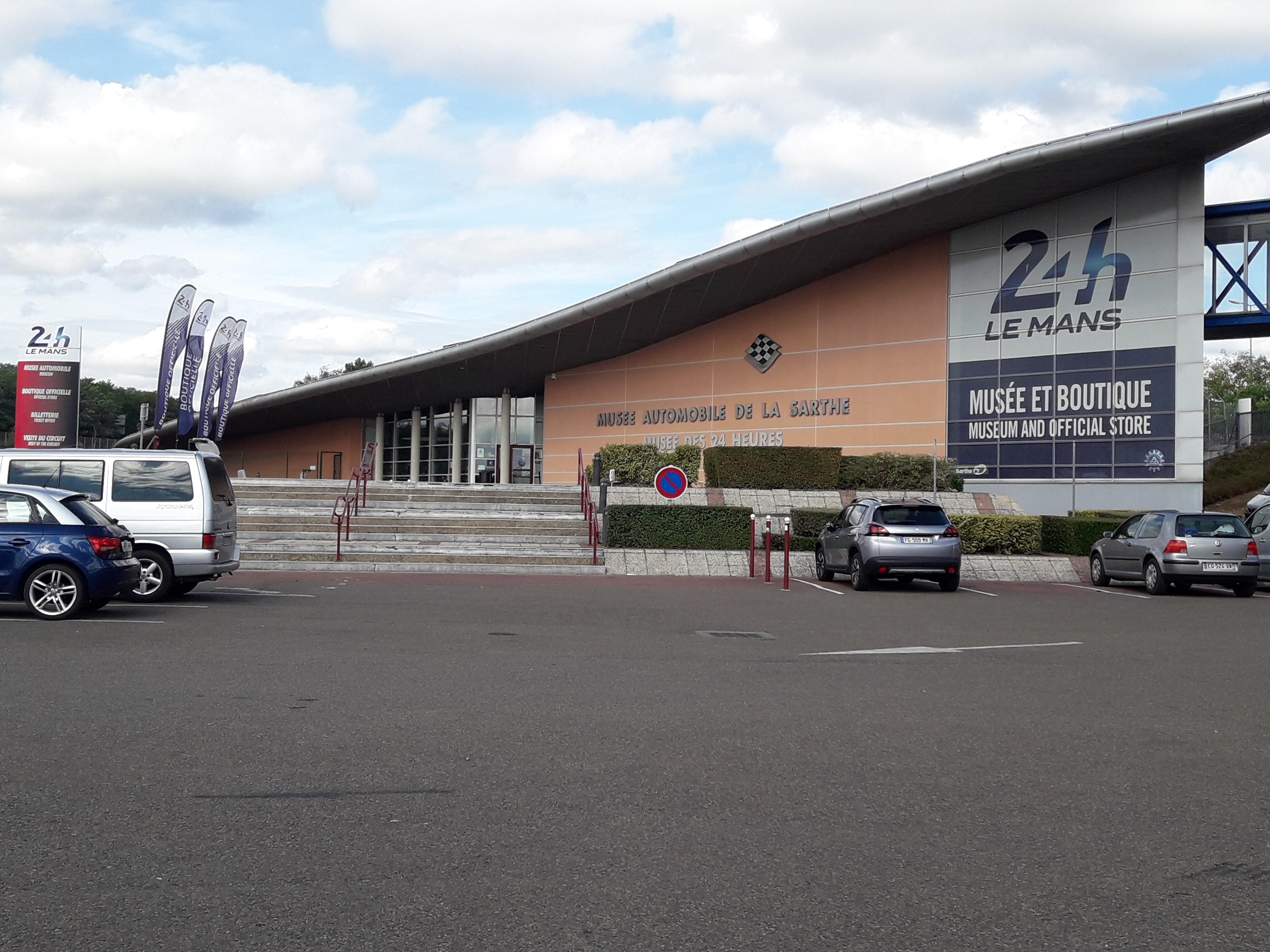
Musée des 24 Heures du Mans
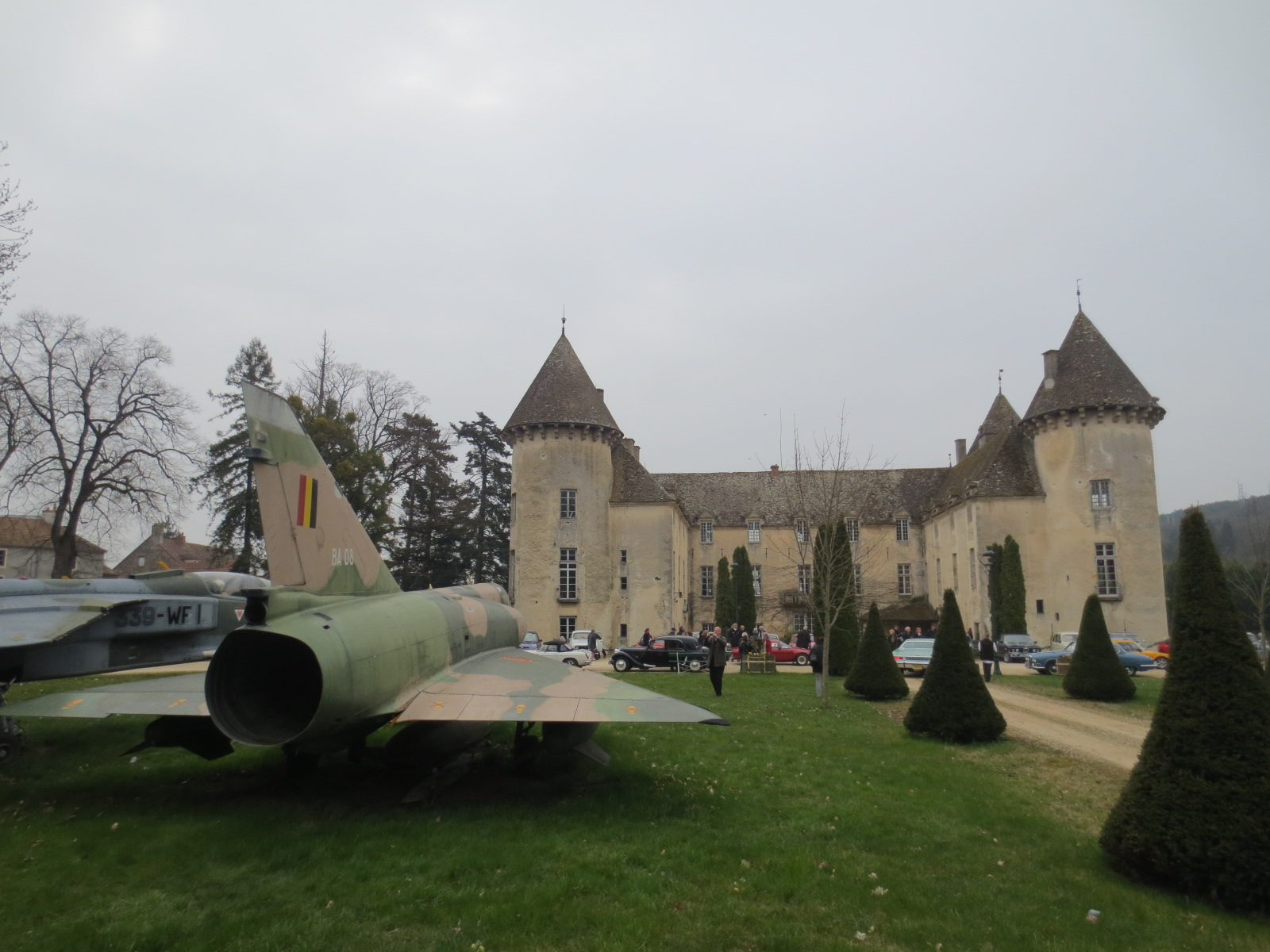
Château de Savigny-lès-Beaune

### Italie
- Stellantis Heritage de Turin
- Musée Ferrari de Maranello
- Musée Enzo-Ferrari de Modène
- Musée Panini Maserati de Modène

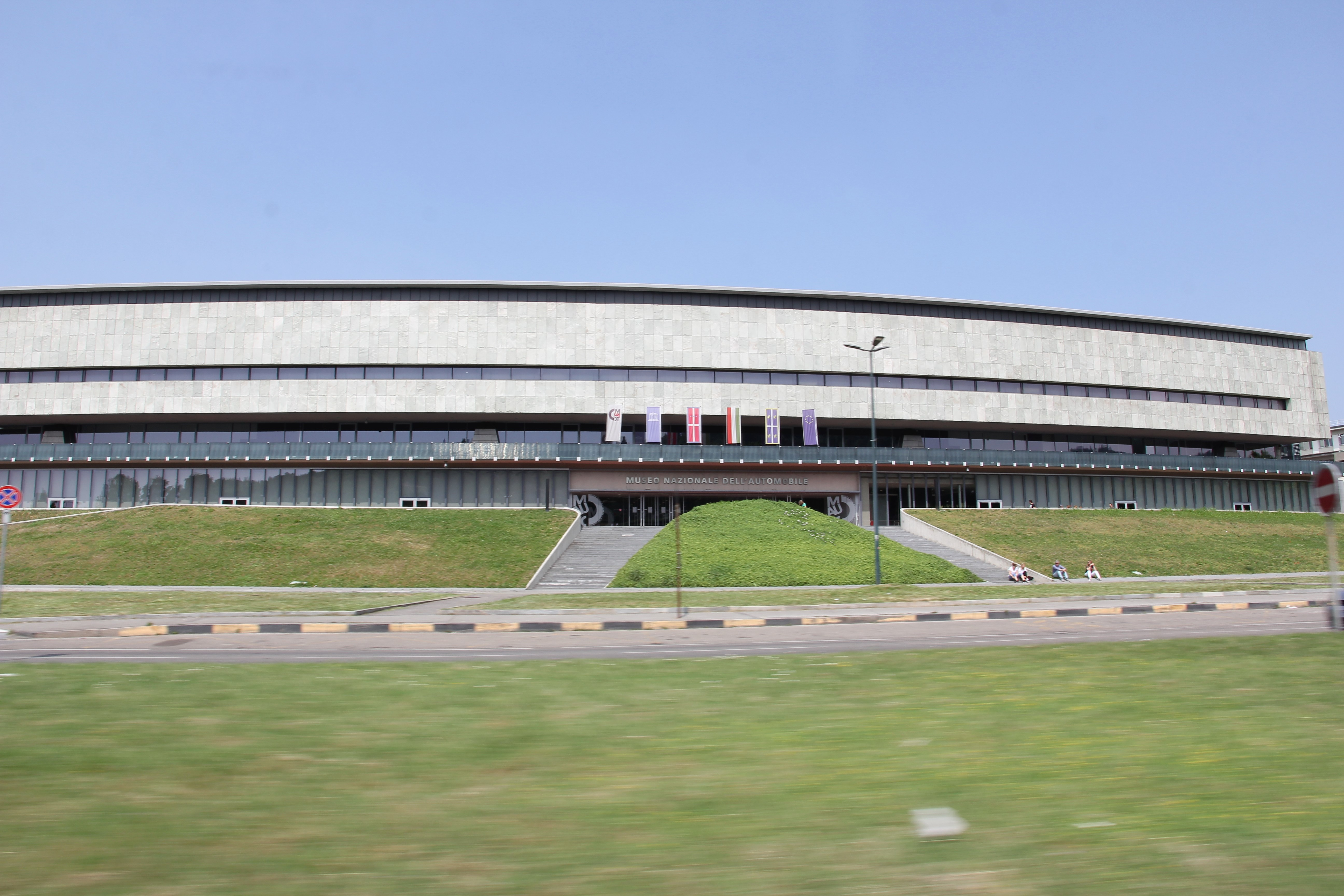
Musée de l'Automobile de Turin

- Musée Lamborghini de Sant'Agata Bolognese
- Musée Ferruccio Lamborghini de Funo di Argelato, près de Bologne
- Centre historique Fiat de Turin
- Musée de l'Automobile de Turin
- Musée Bertone de Chiaurie près de Turin
- Musée Pininfarina de Cambiano près de Turin
- Musée historique Alfa Romeo près de Milan

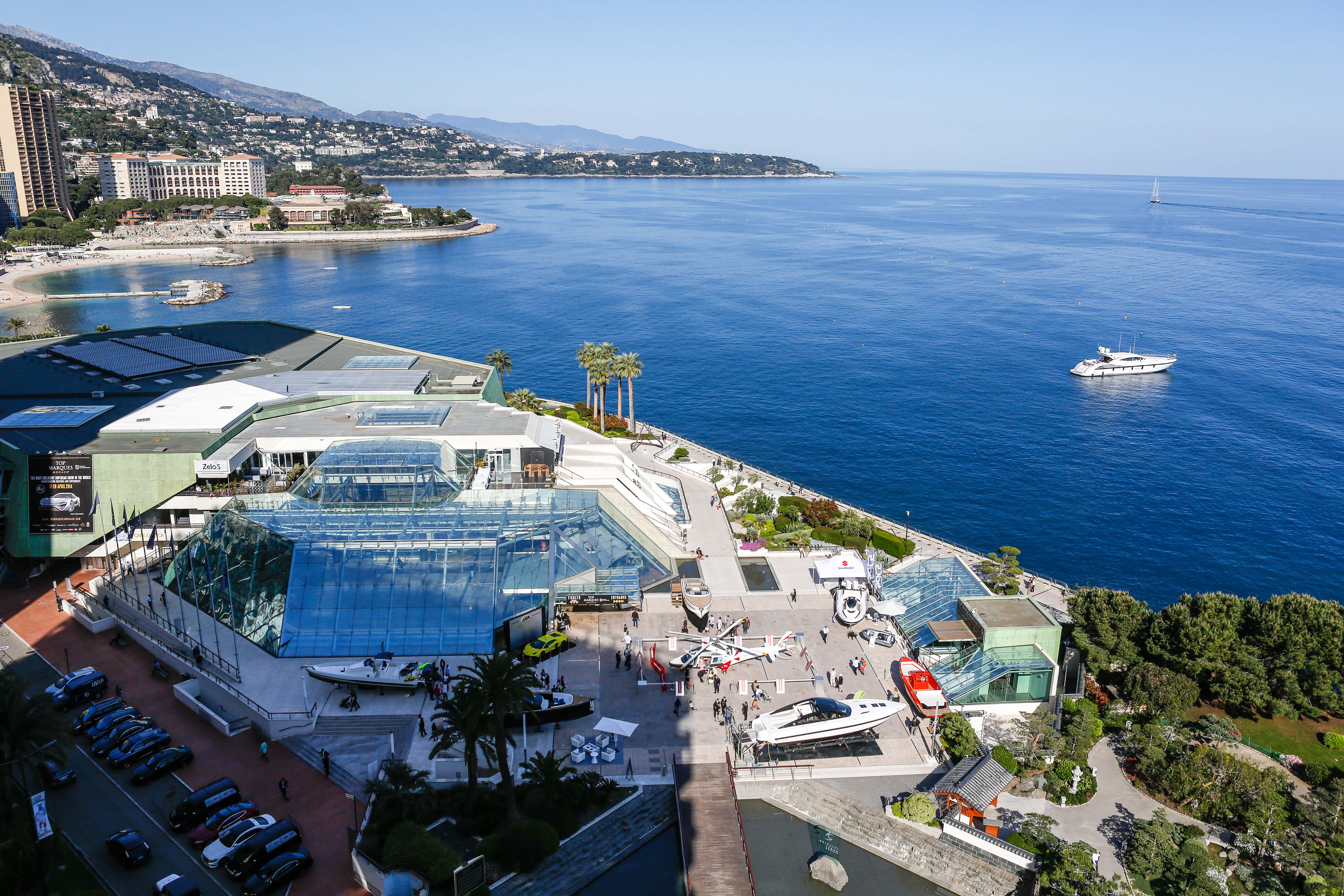
Top Marques Monaco

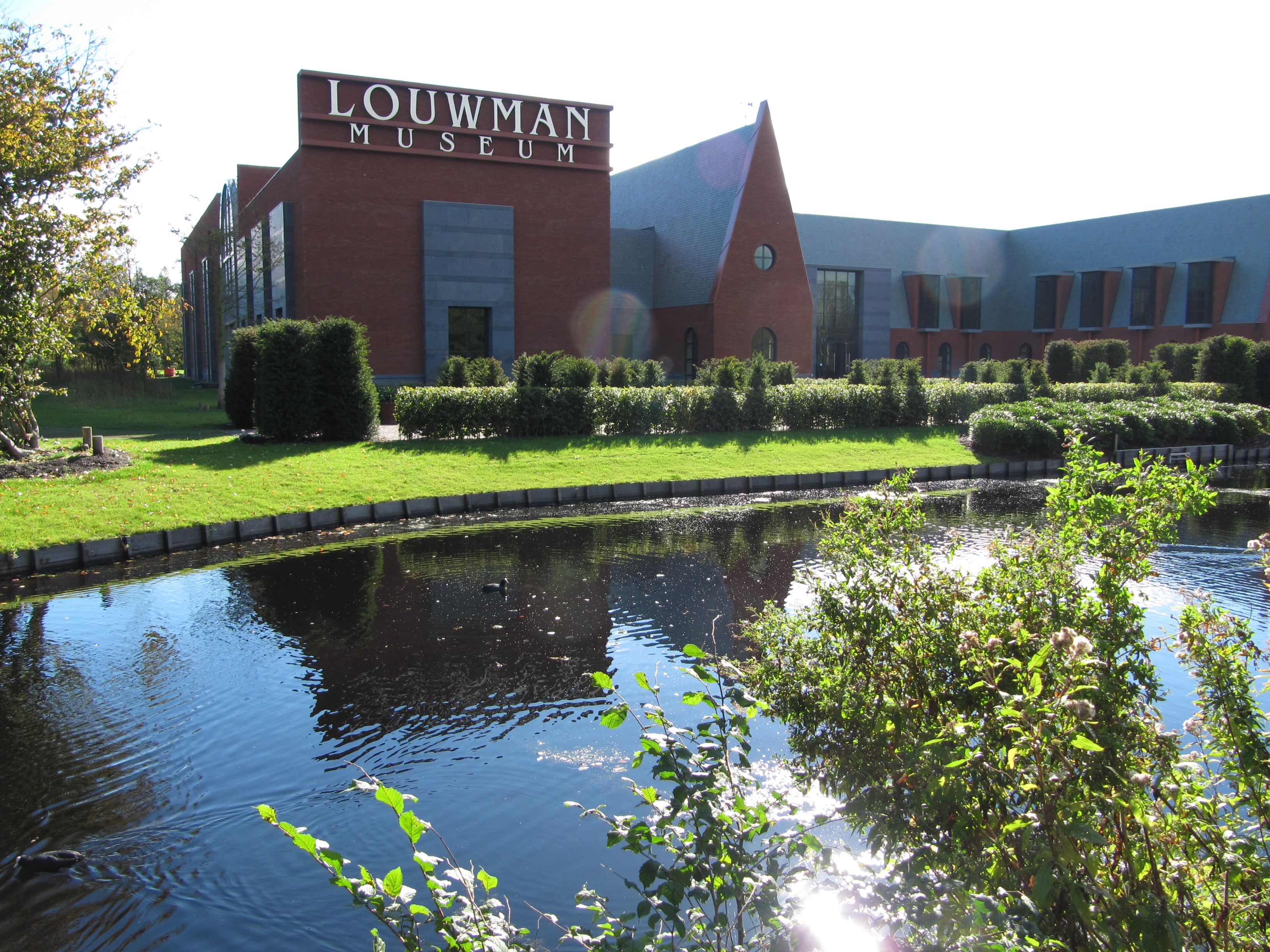
Musée Louwman de La Haye

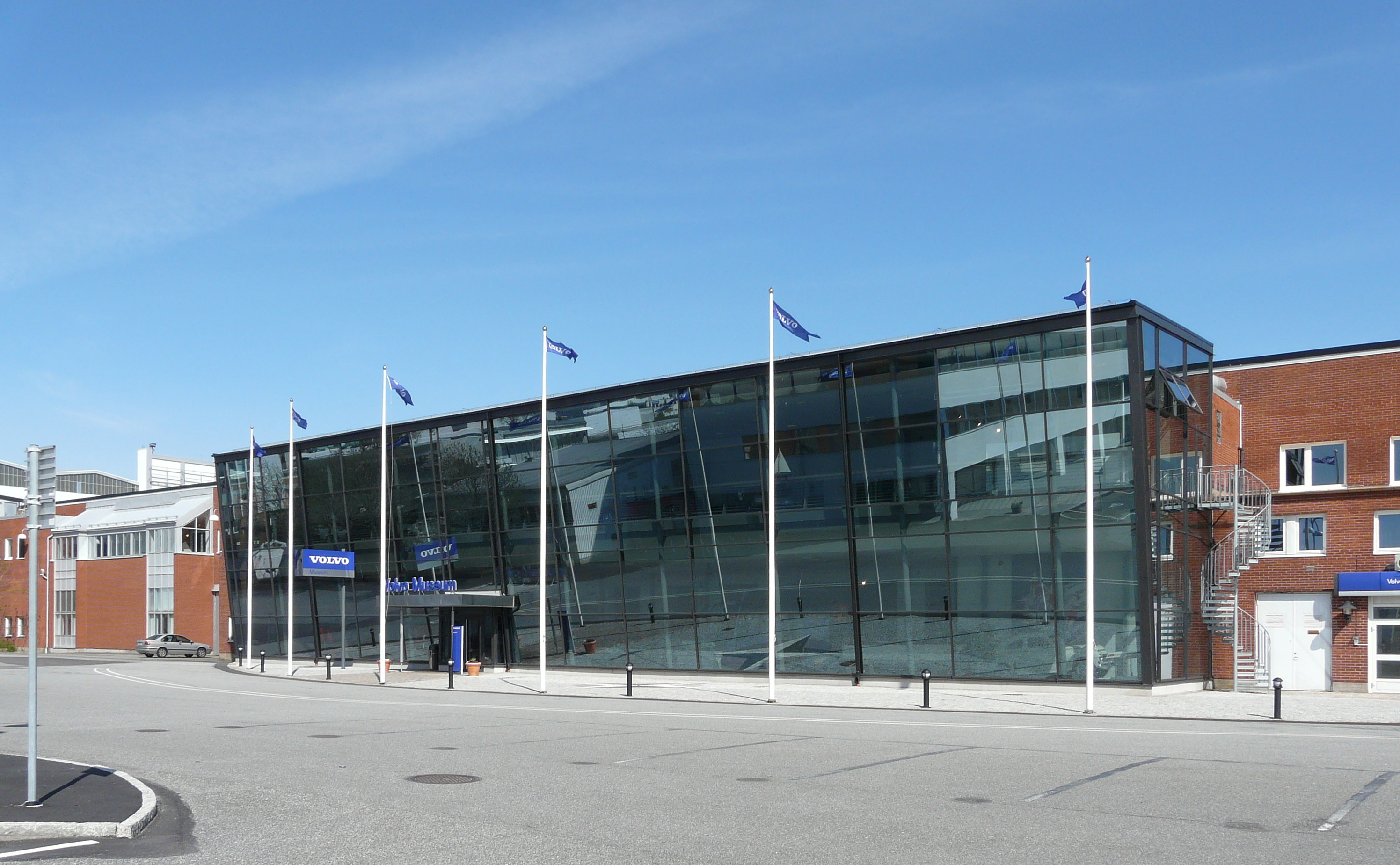
Musée Volvo de Göteborg

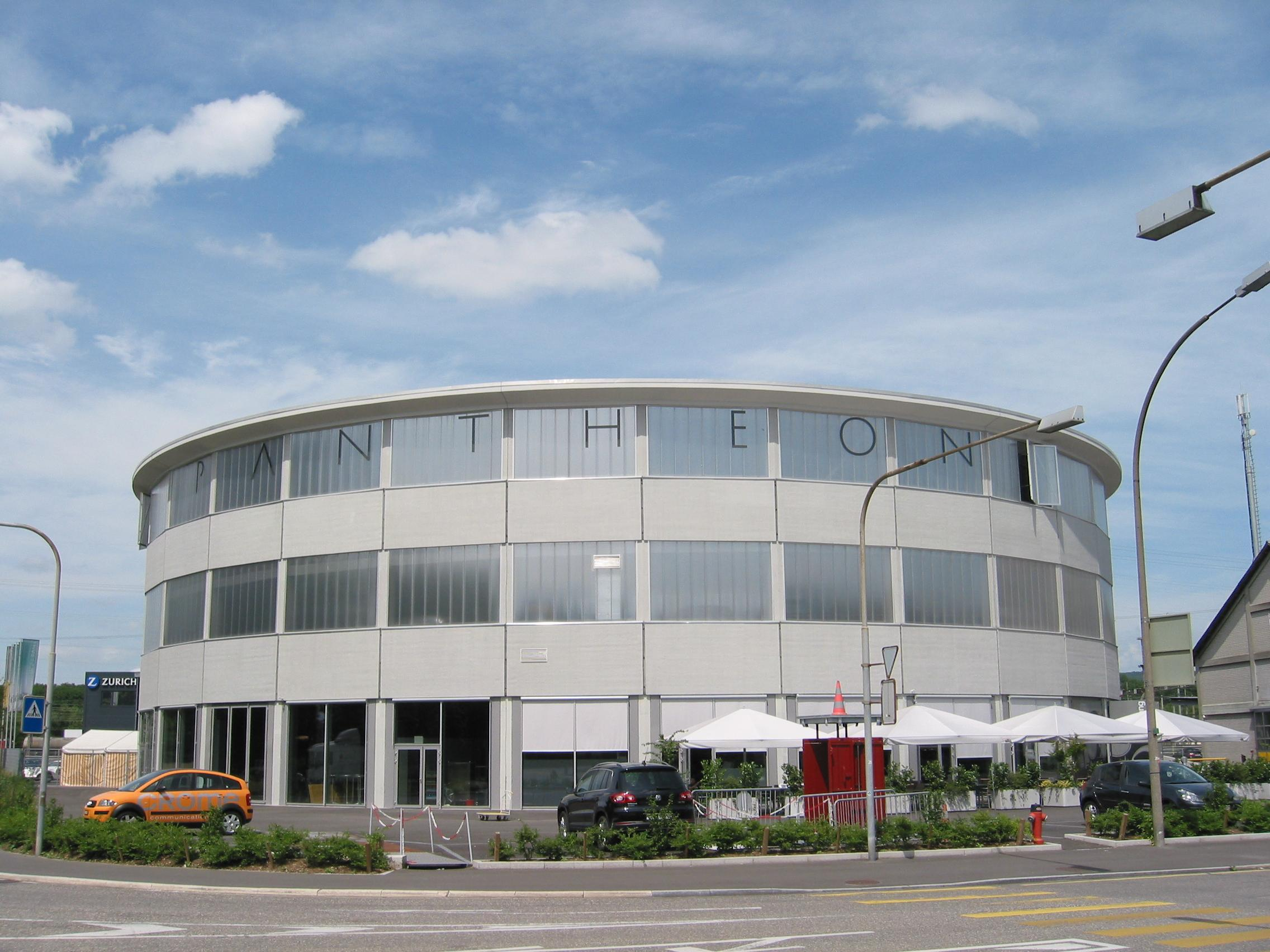
Musée Pantheon de Bâle

- Musée des voitures anciennes de Rome
- Collection Maranello Rosso de Saint-Marin
- Musée Mille Miglia et Mille Miglia Storica de Brescia

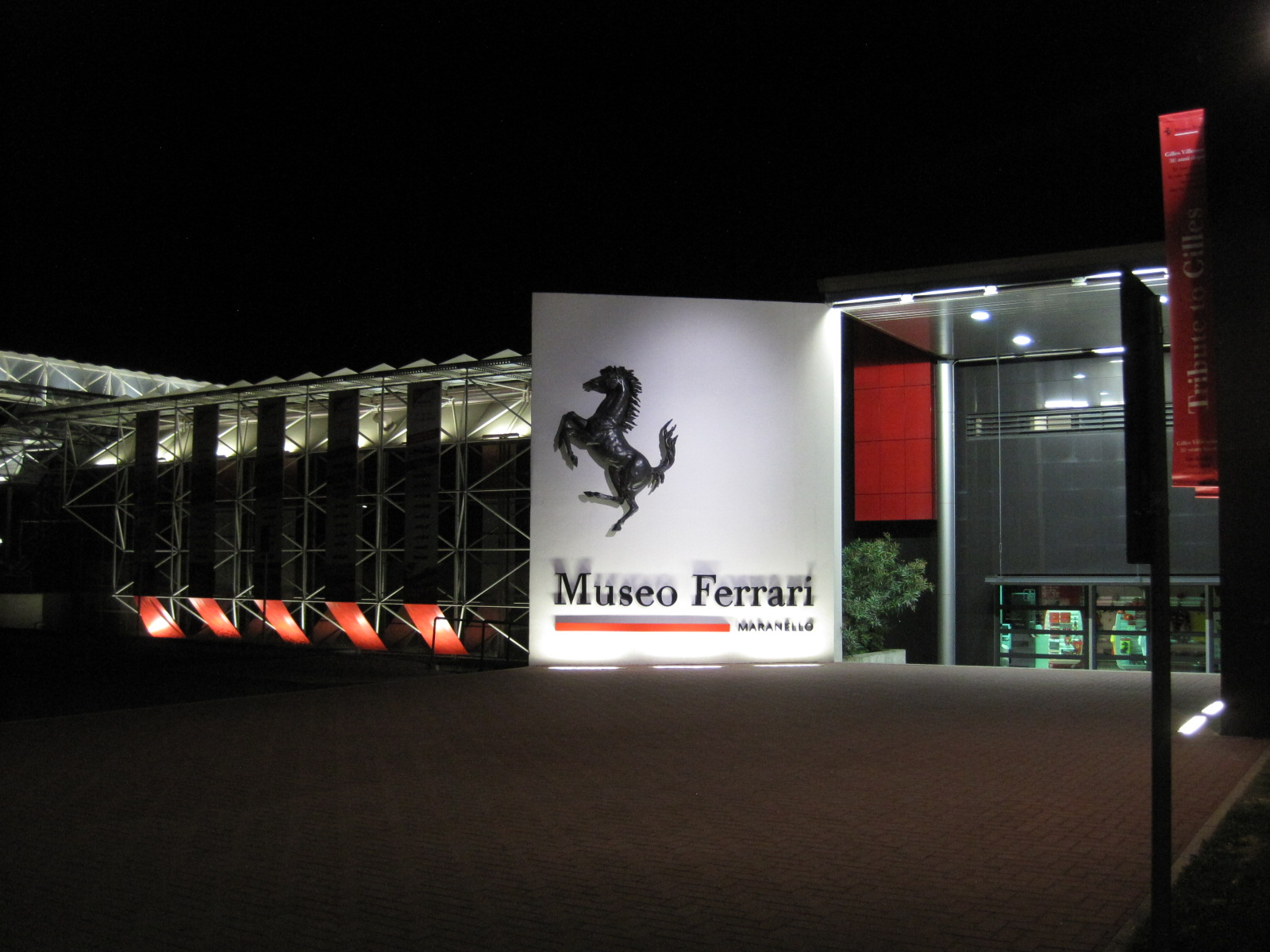
Musée Ferrari de Maranello
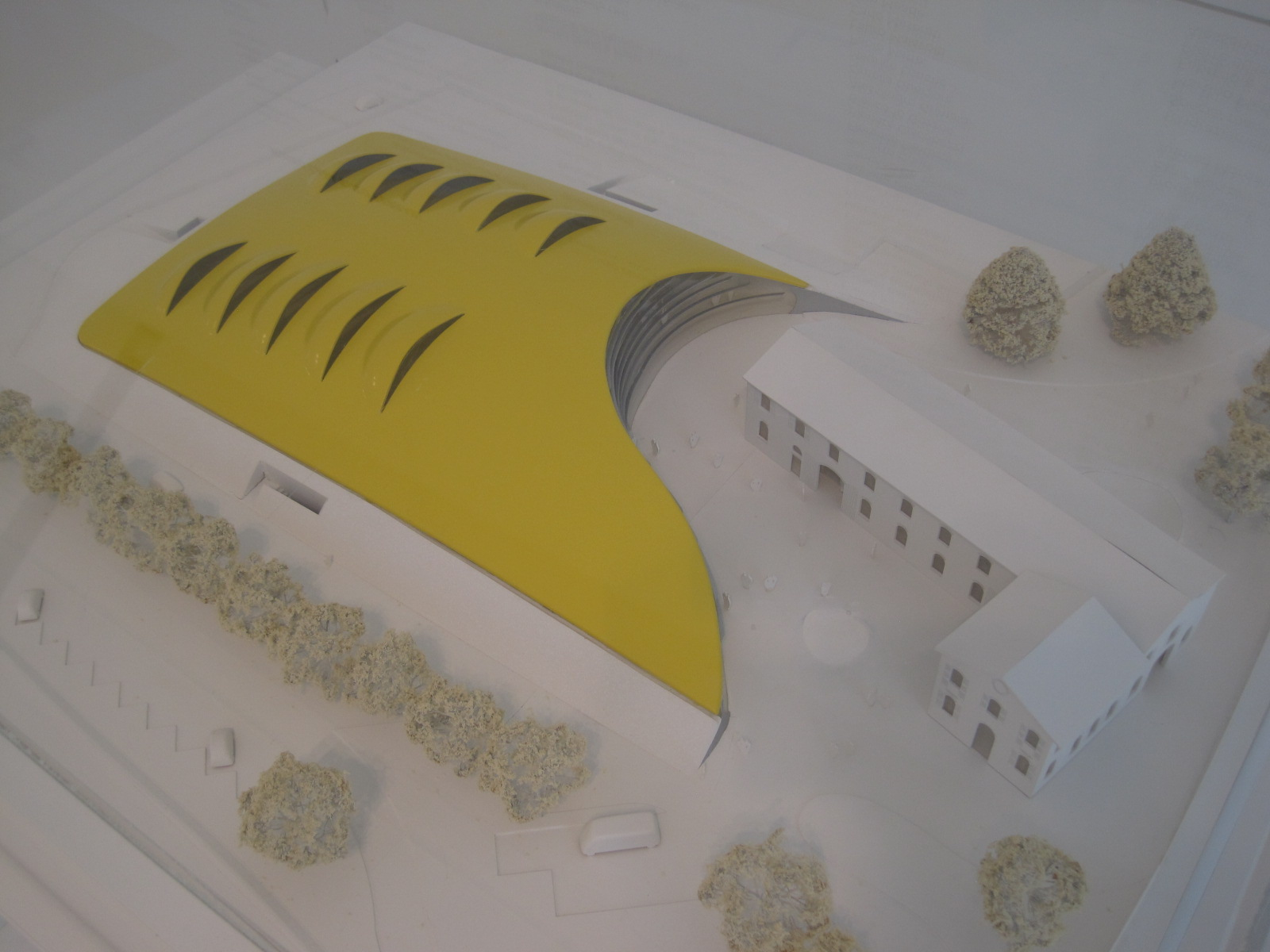
Musée Enzo-Ferrari de Modène
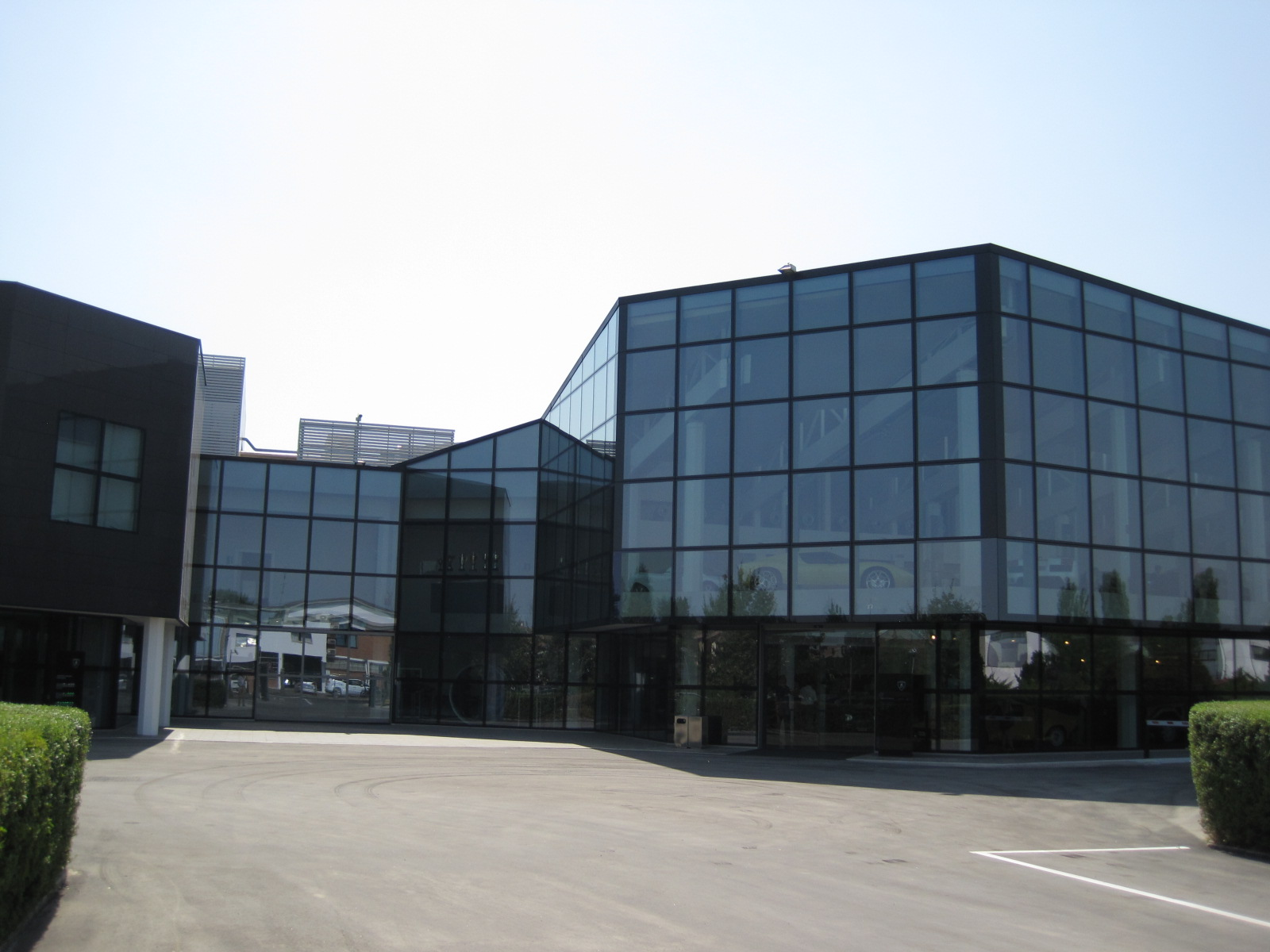
Musée Lamborghini de Sant'Agata Bolognese
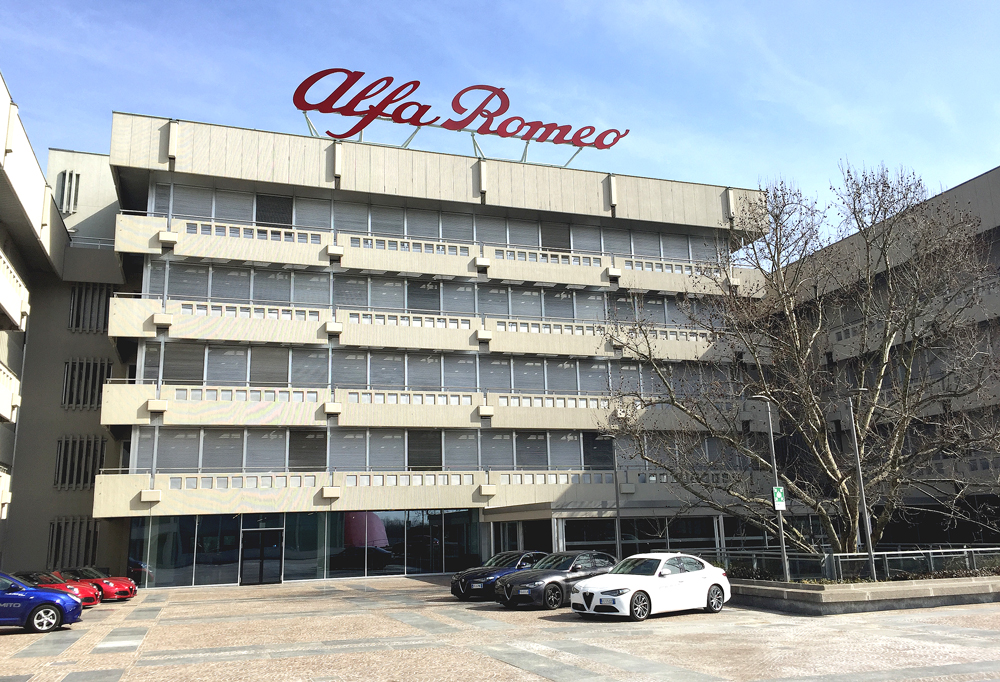
Musée historique Alfa Romeo

### Monaco
- Musée de l'automobile de Monaco

### Andorre
- Musée national de l'automobile d'Andorre

### Pays-Bas
- Musée Louwman de La Haye

### Pologne
- Musée de l'automobile de Gdynia
- Musée Volkswagen de Pępowo
- Musée de la motorisation de Varsovie

### Suède
- Musée Saab de Trollhättan
- Musée Volvo de Göteborg (fermé, remplacé par World of Volvo)

### Suisse
- Musée Pantheon de Bâle
- Fondation Gianadda de Martigny
- Musée suisse des transports de Lucerne